# بوسه کریسمس
بوسه کریسمس آلبومی از هنرمند اهل ایالات متحده آمریکا، آریانا گرانده است که در ۱۷ دسامبر ۲۰۱۳ منتشر شد.